# Nighaṇṭu
Nighaṇṭu (sanskrit: निघण्टु, IPA: /niɡʱɐɳʈu/), namn på vissa indiska ordlistor, ordnade efter synonyma betydelser, så att som huvudord står ett bestämt allmänt ord, till exempel för häst (sanskrit: अच्व- acva-) eller eld (sanskrit: अग्नि- agni-), och så uppräknas alla eller tillnärmelsevis alla ord i vediska skrifter, som har samma betydelse som acva- resp. agni-.
Dylika synonymlexika har funnits sedan långt tillbaka i den indiska språkvetenskapen och uppkommit i anslutning till studiet och traditionen av de vediska skrifterna, således säkert redan före 1:a årtusendet f.Kr. En dylik ordlista i två böcker är sedan kommenterad av Yāska i hans arbete Nirukta (sanskrit: निरुक्त; e.g., "förklaring, kommentar"), möjligen från 600-talet f.Kr., utgiven av Rudolf von Roth med Erläuterungen zu Nirukta (1860). 